# 大魯瑟山

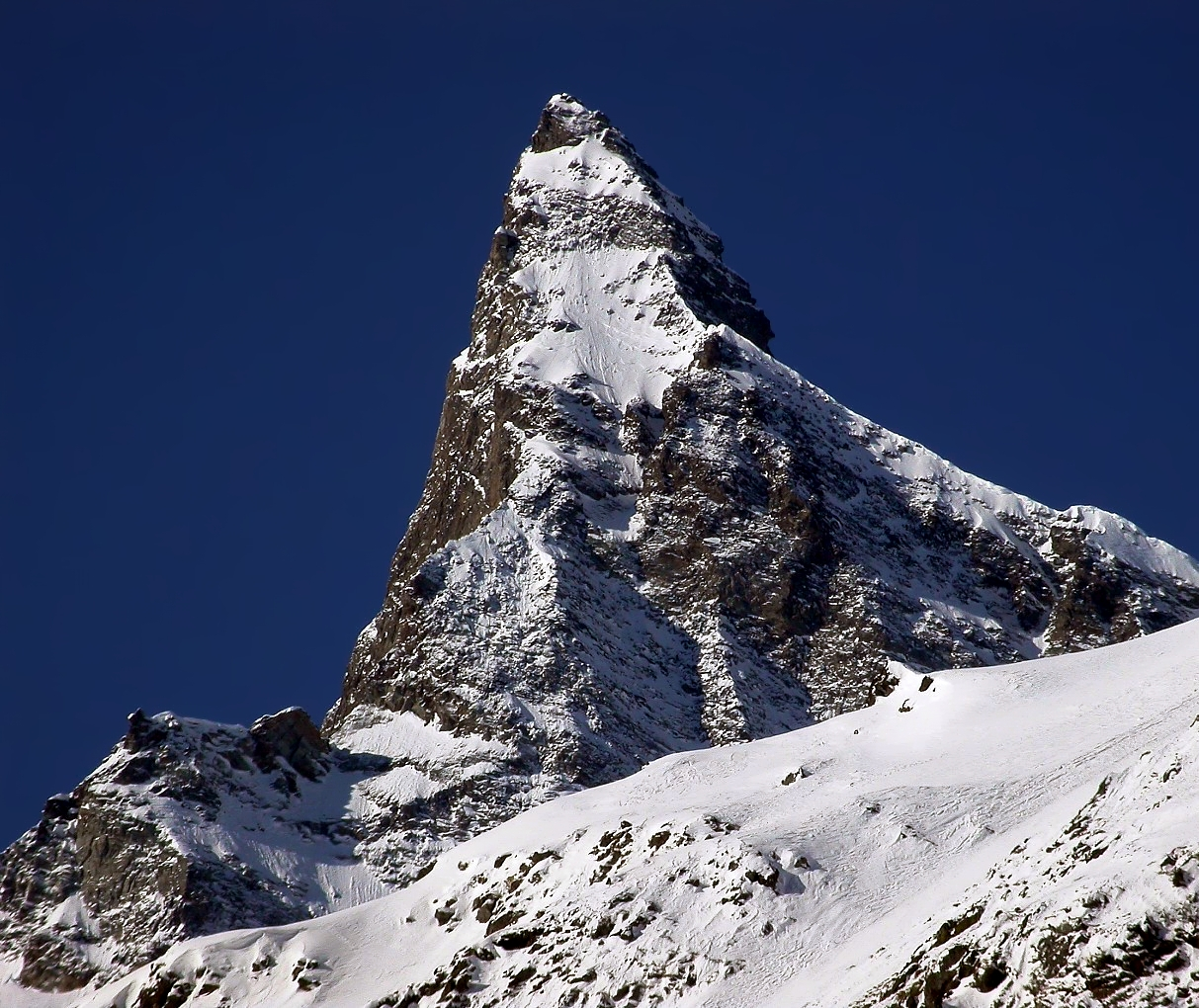

45°33′49″N 7°05′03″E / 45.563553°N 7.084029°E
大魯瑟山（義大利語：Grande Rousse），是意大利的山峰，位於該國西北部，由瓦萊達奧斯塔大區負責管轄，屬於格拉耶山的一部分，海拔高度3,607米，人類在1864年首次登頂。